# Liste der Straßen in Essen-Margarethenhöhe

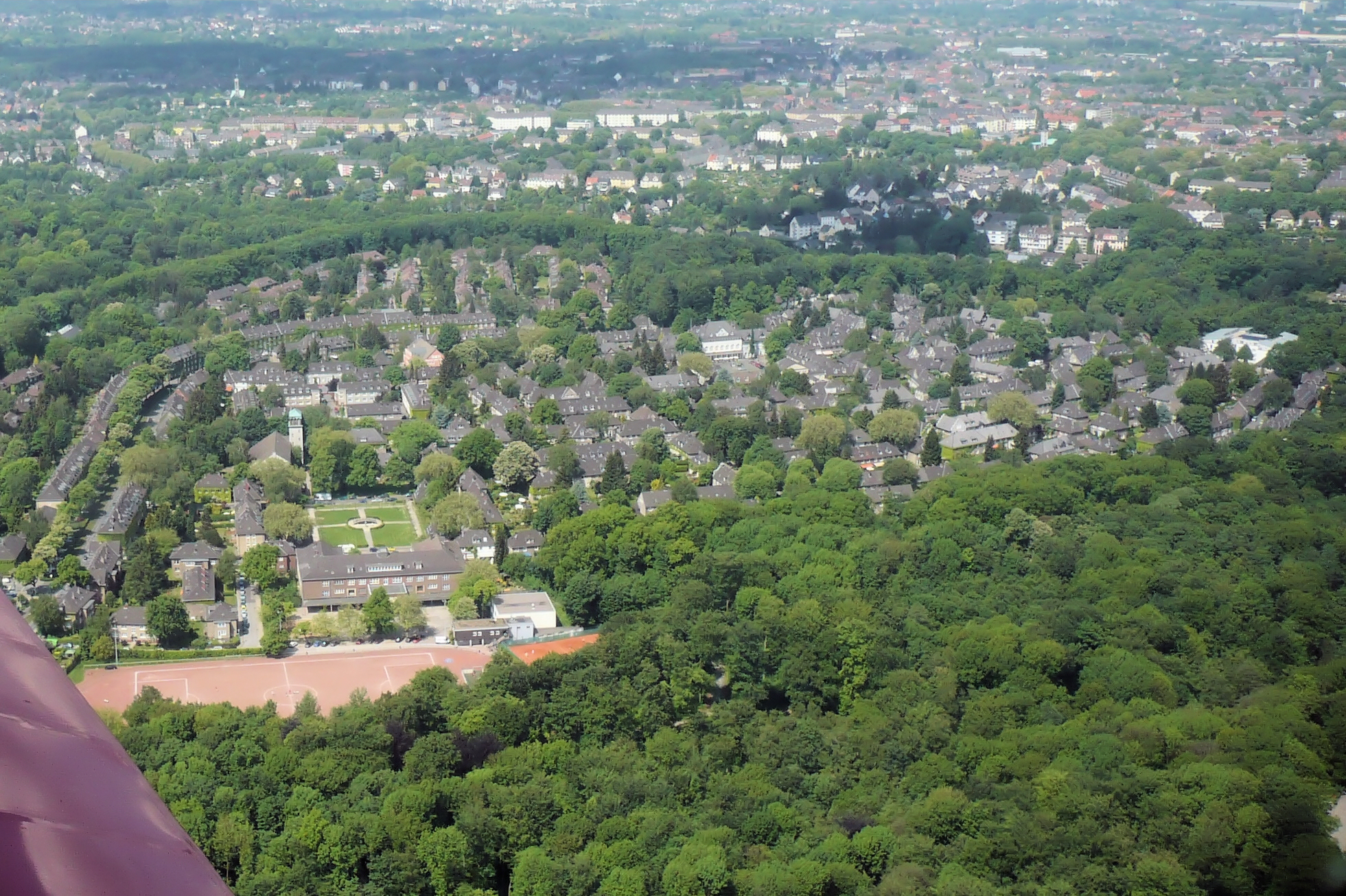
Siedlung Margarethenhöhe

Die Liste der Straßen in Essen-Margarethenhöhe beschreibt das System der Straßen im Essener Stadtteil Margarethenhöhe mit ihren historischen Bezügen.

## Überblick
Auf der Margarethenhöhe leben 7215 Einwohner (30. September 2022) auf einer Fläche von 1,48 km². Der Stadtteil zählt zum Stadtbezirk III Essen-West. Die Margarethenhöhe bildet zusammen mit Haarzopf und Fulerum den Postleitzahlenbezirk 45149.
Der Stadtteil wird, im Norden beginnend, im Uhrzeigersinn folgendermaßen begrenzt:
Borbecker Mühlenbach Holsterhausen, die Straßen Külshammerweg, Lührmannwald, und Juistweg, die Norbertstraße zu Bredeney und Schuir sowie die Kreutzenbecke im Nachtigallental und Margarethental. Der Kesselbach zu Haarzopf und Fulerum wird oft genannt, ist aber nur ein Zufluss zur Kreuzenbecke, die der Grenzbach zwischen dem Kloster Werden und der Herrschaft Broich war und bis in den Borbecker Mühlenbach reicht.
Der Stadtteil Margarethenhöhe besteht aus der eigentlichen Gartenstadt Margarethenhöhe und einem südlichen Teil, der „neuen Margarethenhöhe“ oder „Margarethenhöhe II“, die in den Jahren 1949ff, 1960ff und bis 1980 erbaut wurde. Hier wurden alle Straßen nach deutschen Nordseeinseln benannt:
Baltrumweg, Borkumstraße, Helgolandring, Juistweg, Langeoogweg, Memmertweg, Norbertstraße, Norderneyweg, Spiekeroogweg und Wangeroogeweg.
Auf der Margarethenhöhe gibt es 50 benannte Verkehrsflächen, darunter vier Plätze. Davon befinden sich vier Straßen nur teilweise im Stadtteil:
Der Hohlweg wird in Holsterhausen fortgeführt, die Lührmannstraße in Rüttenscheid, außerdem bildet der Külshammerweg die Grenze zu Rüttenscheid. Die Straße Spielkampshof befindet sich zu einem kleinen Teil auch in Haarzopf.
Durch den Stadtteil Margarethenhöhe verläuft
- die Landesstraße L176 auf der Norbertstraße nördlich parallel der Bundesautobahn 52.

## Liste der Straßen und Plätze
Die nachfolgende Tabelle bietet eine Übersicht über die Straßen und Wege im Stadtteil sowie einige dazugehörige Informationen.
- Name: aktuelle Bezeichnung der Straße oder des Platzes.
- Länge/Maße in Metern:
Die in der Übersicht enthaltenen Längenangaben sind gerundete Übersichtswerte, die in Google Earth mit dem dortigen Maßstab ermittelt wurden. Sie dienen Vergleichszwecken und werden, sofern amtliche Werte bekannt sind, ausgetauscht und gesondert gekennzeichnet.
Bei Plätzen sind die Maße in der Form a × b angegeben.
Der Zusatz (im Stadtteil) gibt an, dass die Länge die des Straßenabschnitts innerhalb der Margarethenhöhe ist, da die Straße in benachbarte Stadtteile weitergeführt wird.
- Herleitung: Ursprung oder Bezug des Namens
- Datum der Benennung: amtliche Erstbenennung
- Anmerkungen: zusätzliche Informationen
- Bild: Foto der Straße oder eines anliegenden Objekts

| Name                 | Länge/Maße (in Metern) | Herleitung                                                             | Datum der Benennung | Bemerkungen | Bild                                           |
| -------------------- | ---------------------- | ---------------------------------------------------------------------- | ------------------- | --- | ---------------------------------------------- |
| Adolf-Rath-Straße    | 85                     | Adolf Rath, 1863–1945, Beigeordneter der Stadt Essen                   | 10. Jan. 1929       | Adolf Rath war von 1908 bis 1920 Beigeordneter der Stadt Essen, anschließend Regierungsdirektor und Dirigent für das Kirchen- und Schulwesen in Minden. Er hat sich besonders für den Bau der Siedlung Margarethenhöhe eingesetzt, weshalb die kleine Verbindung zwischen Fibelweg und Sommerburgstraße nach ihm benannt wurde. Es befindet sich hier lediglich ein Haus. |                                                |
| Altenau              | 180                    | Altenau, Flurname                                                      | 26. Juli 1929       | Altenah oder Altenau ist ein alter Flurname, der 1929 auf diese Straße überging. Sie führt von der Sommerburgstraße zum Halbachhammerteich im Nachtigallental und weiter bis zum Tommesweg in Haarzopf. |                                                |
| Am Brückenkopf       | 100                    | Lage der Straße                                                        | 21. Apr. 1911       | Die Straße Am Brückenkopf verläuft quer vor dem Brückenkopf-Haus der Margarethenbrücke und bildet eine kurze Verbindung zwischen Stens Straße und Sommerburgstraße. | Am Brückenkopf mit Torbogenhaus                |
| Am Gehölz            | 80                     | Lage an einem kleinen Waldstück                                        | 9. Okt. 1914        | Die Straße Am Gehölz liegt zwischen Metzendorfstraße und Waldlehne, ganz in der Nähe des Waldstücks rund um den Sommerburgbach und ist danach benannt. | Am Gehölz                                      |
| Am Nachtigallental   | 550                    | Nachtigallental, Waldanlage                                            | 12. Jan. 1940       | Das Nachtigallental ist eine Waldanlage zwischen Haarzopf und der Margarethenhöhe. Die Verlängerung zum Halbachhammer wird Margarethental genannt. 1904 erwarb Margartehe Krupp insgesamt ca. 280 ha Acker- und Waldfläche, wovon ein Teil von 50 ha anlässlich der 70. Geburtstages von Margarethe Krupp als Promenadenschenkung an die Stadt Essen ging. Diese 50 ha ließ sie aufforsten und zu einem Waldpark gestalten. Dieser Waldpark zieht sich vom Nachtigallental über das Margarethen- und Mühlbachtal hin zum Sommerburgtal und endet an der Lührmannstraße. Die Straße Am Nachtigallental bildet einen Bogen westlich der Sommerburgstraße. |                                                |
| Baltrumweg           | 140                    | Baltrum, ostfriesische Insel                                           | 12. Nov. 1962       | Der Baltrumweg befindet sich auf der südlichen Margarethenhöhe, wo alle Straßen nach deutschen Nordseeinseln benannt sind. Er bildet eine Stichstraße zum Juistweg parallel zum Memmertweg. |                                                |
| Borkumstraße         | 400                    | Borkum, ostfriesische Insel                                            | 12. Nov. 1962       | Die Borkumstraße befindet sich auf der südlichen Margarethenhöhe, wo alle Straßen nach deutschen Nordseeinseln benannt sind. Sie bildet einen Bogen innerhalb des Helgolandrings. |                                                |
| Daheim               | 90                     | Daheim, Lebensgefühl                                                   | 9. Okt. 1914        | Mit dem Namen Daheim soll betont werden, dass man sich in der Siedlung Margarethenhöhe zuhause fühlen soll. Die Straße verbindet die Metzendorfstraße und die Straße Waldlehne parallel zur Straße Am Gehölz. |                                                |
| Fibelweg             | 90                     | Fibel, Bezug zur nahegelegenen Schule                                  | 10. Jan. 1929       | Der Fibelweg führt von der Waldlehne zur Adolf-Rath-Straße, und damit an der Schule an der Waldlehne vorbei, die 1928 im Bauhausstil errichtet wurde. Der Name bezieht sich auf die Fibel, die Erstklässler früher als erstes Lesebuch nutzten. Am Fibelweg befindet sich ebenfalls das Vereinsheim und der Sportplatz des TUSEM Essen (Turn- und Sportverein Essen-Margarethenhöhe). | Fibelweg                                       |
| Giebelplatz          | 20 × 20                | Platz mit besonderen Häuser-Giebeln                                    | 29. Jan. 2002       | Georg Metzendorf gestaltete hier acht Häusergiebel architektonisch besonders, wobei die Stirnfront der Giebel jeweils auf den Platz ausgerichtet ist. Schon lange wurde dieser Platz von der Bevölkerung der Margarethenhöhe Giebelplatz genannt, bevor der Name 2002 offiziell übernommen wurde. Der Giebelplatz liegt an der Kreuzung Laubenweg/Waldlehne. | Giebelplatz                                    |
| Ginsterweg           | 450                    | Ginster, Pflanze                                                       | 9. Okt. 1914        | Der Ginsterweg zwischen Sommerburgstraße und Daheim ist wohl willkürlich nach der Pflanze Ginster benannt. |                                                |
| Hauxplatz            | 75 × 65                | Ernst Theodor Haux, 1863–1938, Stadtverordneter und Kruppscher Beamter | 19. Sep. 1925       | Ernst Theodor Haux war im Wesentlichen auf dem Gebiet des sozialen Wohnungsbaus der Friedrich Krupp AG tätig und daher maßgeblich an der Entwicklung der Siedlung Margarethenhöhe beteiligt. Der nach ihm benannte Platz befindet sich zwischen Ginsterweg und Waldlehne, direkt an der Schule an der Waldlehne. | Hauxplatz mit Schule an der Waldlehne          |
| Helgolandring        | 800                    | Helgoland, Nordseeinsel in der Deutschen Bucht                         | 12. Nov. 1962       | Der Helgolandring befindet sich auf der südlichen Margarethenhöhe, wo alle Straßen nach deutschen Nordseeinseln benannt sind. Er bildet dort einen Bogen östlich der Sommerburgstraße, von dem alle anderen Straßen abzweigen. |                                                |
| Hoher Weg            | 230                    | hoch gelegene Straße                                                   | 30. Mai 1913        | Vom Kleinen Markt aus gesehen liegt diese Straße hoch, daher erhielt sie den Namen Hoher Weg, auch im Gegensatz zum benachbarten Tiefen Weg. Der Hohe Weg führt vom Laubenweg zur Stensstraße. | Hoher Weg                                      |
| Hohlweg              | 210 im Stadtteil       | alter Hohlweg                                                          | 21. Apr. 1911       | Der Name Hollenweg ist 1668 als Lagebezeichnung erwähnt und ging 1911 auf die kleine Straße über, die von der Stensstraße abzweigt und am Gelände des Universitätsklinikums in Holsterhausen vorbeiführt bis zur Kreuzung Kaulbachstraße/Hufelandstraße und Holsterhauser Straße. |                                                |
| Hövenerwiese         | 150                    | Wiese des Hofs Hülsmann                                                | 5. Aug. 1936        | Hövener oder Höfener ist ein mundartlicher Ausdruck für einen Hofbesitzer und weist hier auf den Eigentümer des Hofs Hülsmann hin, auf dessen Wiese diese Straße errichtet wurde. Sie verbindet bogenförmig die Straße Lehnsgrund mit der Metzendorfstraße. |                                                |
| Im Heimgarten        | 90                     | willkürliche Bezeichnung                                               | 9. Okt. 1914        | Der Name Im Heimgarten ist eine erfundene Bezeichnung und soll auf die Atmosphäre in der Margarethenhöhe hinweisen, wo man sich heimisch fühlt. Die Straße verbindet Metzendorfstraße und Hohen Weg. | Im Heimgarten                                  |
| Im Hülsfeld          | 200                    | Hülsfeld, alter Flurname                                               | 10. Jan. 1929       | 1668 ist das Hülßfeldt langß Hülßmanns Lenderey gelegen erwähnt. Nach diesem Flurnamen wurde 1929 die im Norden der Margarethenhöhe gelegene Verbindung zwischen den Straßen Im Stillen Winkel und Zur Eibe benannt. |                                                |
| Im Stillen Winkel    | 550                    | willkürliche Bezeichnung                                               | 9. Aug. 1927        | Im Stillen Winkel (bis 1957 Im stillen Winkel) ist eine bogenförmige Straße im Norden der Margarethenhöhe zwischen der Sommerburgstraße und der Straße Zur Eibe, die willkürlich nach ihrer stillen Lage benannt wurde. |                                                |
| Juistweg             | 650                    | Juist, ostfriesische Insel                                             | 12. Nov. 1962       | Der Juistweg befindet sich im Süden der Margarethenhöhe, wo alle Straßen nach deutschen Nordseeinseln benannt sind. Er bildet einen Bogen östlich des Helgolandrings. |                                                |
| Kleiner Markt        | 70 × 50                | Marktplatz der Margarethenhöhe                                         | 30. Mai 1913        | Der Kleine Markt ist der Marktplatz im Zentrum der Margarethenhöhe. | Kleiner Markt mit Gasthaus                     |
| Külshammerweg        | 550                    | Kotten Külshammer, altes Bauerngut                                     | 24. Sep. 1923       | Der Kotten Külshammer wird 1412 in einem Lehnsgüterverzeichnis des Abtes Adolf von Spiegelberg erwähnt. 1668 ist der 13 Morgen große Kotten mit dem Aufsitzer Albert Külßhammer in der Landmatrikel enthalten, 1826 gab es auch die Flur im Külshammer. Der Külshammerweg bildet die Grenze zwischen Rüttenscheid und der Margarethenhöhe und liegt direkt am Grugapark als Stichstraße zur Lührmannstraße. |                                                |
| Langeoogweg          | 100                    | Langeoog, ostfriesische Insel                                          | 12. Nov. 1962       | Der Langeoogweg befindet sich im Süden der Margarethenhöhe, wo alle Straßen nach deutschen Nordseeinseln benannt sind. Dort bildet er eine Stichstraße zum Helgolandring, parallel zu Spiekeroogweg und Wangeroogeweg. |                                                |
| Laubenweg            | 400                    | Weg mit Laubengang                                                     | 30. Mai 1913        | Am Laubenweg wurden zwei Reihen Linden gepflanzt, die einen Laubengang bildeten, so erhielt die Verbindung zwischen Sommerburgstraße und Giebelplatz ihren Namen. Einige der Linden wurden 1927 gefällt. | Laubenweg                                      |
| Lehnsgrund           | 1000                   | Grundstück des Lehnguts Hof Kersebaum                                  | 24. Juli 1929       | Die Straße wurde auf dem Grund und Boden des Hofs Kersebaum angelegt, der ein Lehngut der Abtei Werden war. Daher leitet sich der Name Lehnsgrund ab. Der Straße Lehnsgrund führt von der Straße Zur Eibe südwärts bis zur Straße Am Nachtigallental. |                                                |
| Lührmannstraße       | 600 im Stadtteil       | Edmund Lührmann, 1845–1909, Gründer der Edmund-Lührmann-Stiftung       | 7. Juni 1907        | Die Lührmannstraße ist nach Edmund Lührmann benannt, der 1893 die Edmund-Lührmann-Stiftung einrichtete, mit deren Mitteln 1907 in Rüttenscheid ein Erholungsheim für Nervenkranke eingerichtet wurde. Zu Ehren von Lührmann wurde daraufhin die Reinhardstraße, in deren Nähe die Stiftung lag, in Lührmannstraße umbenannt. Diese Straße führt aus Rüttenscheid westwärts, teilt den Grugapark in Nord- und Südteil, und endet auf der Margarethenhöhe an der Straße Wortbergrode. |                                                |
| Lührmannwald         | 650                    | Bezug zur Lührmannstraße und damit zu Edmund Lührmann                  | 31. Aug. 1949       | Die Straße Lührmannwald zweigt von der Lührmannstraße ab und führt dann parallel zu dieser bis zur Sommerburgstraße. Ihr Name bezieht sich daher auf die Lührmannstraße. |                                                |
| Memmertweg           | 140                    | Memmert, ostfriesische Insel                                           | 12. Nov. 1962       | Der Memmertweg befindet sich im Süden der Margarethenhöhe, wo alle Straßen nach deutschen Nordseeinseln benannt sind. Er bildet eine Stichstraße zum Juistweg. |                                                |
| Metzendorfstraße     | 800                    | Georg Metzendorf, 1874–1934, Architekt                                 | 12. Nov. 1934       | Georg Metzendorf wurde 1909 zum leitenden Architekten der Margarethe-Krupp-Stiftung ernannt und war als solcher verantwortlich für den Ausbau der Gartenstadt Margarethenhöhe. Ab 1921 war er zusätzlich freischaffender Architekt und entwarf mehrere Gebäude in Essen. Die nach ihm benannte Metzendorfstraße führt von der Stensstraße in Ost-West-Richtung quer durch die Siedlung zum Margarethental. Bis 1934 war die Straße Teil des Hohlwegs. An der Kreuzung zur Sommerburgstraße liegt die katholische Kirche Zur Heiligen Familie. | Kirche Heilige Familie an der Metzendorfstraße |
| Norbertstraße        | 860 (im Stadtteil)     | Norbert, männlicher Vorname                                            | 25. Mai 1906        | Die Benennung nach einem Vornamen erfolgte durch den Rüttenscheider Beschluss von 1895. Die Norbertstraße, die zuvor Nikolausstraße und kurzzeitig Nicodemusstraße hieß, war ursprünglich Teil eines alten Handelsweges von Essen über Rüttenscheid nach Kettwig. Die Norbertstraße führt aus Rüttenscheid kommend parallel zur Bundesautobahn 52 als Landesstraße L176 und bildet dabei die Grenze zwischen der Margarethenhöhe und Bredeney, dann verläuft sie weiter nach Schuir. |                                                |
| Norderneyweg         | 210                    | Norderney, ostfriesische Insel                                         | 12. Nov. 1962       | Der Norderneyweg befindet sich in der südlichen Margarethenhöhe, wo alle Straßen nach deutschen Nordseeinseln benannt sind. Er verbindet dort Helgolandring und Juistweg. |                                                |
| Paul-Brandi-Straße   | 200                    | Paul Brandi, 1870–1960, Bankdirektor und Beigeordneter                 | 12. Feb. 1931       | Paul Brandi war von 1899 bis 1911 Beigeordneter der Stadt Essen und verantwortlich für die städtische Boden- und Grundstückspolitik. Ihm ist die Erschließung des Bernewäldchenviertels und des Ostviertels zu verdanken, außerdem war er lange Vorsitzender der Margarethe-Krupp-Stiftung. Die Paul-Brandi-Straße verbindet die Straßen Zur Eibe und Im Stillen Winkel. Bis 1931 war sie Teil des Schleifkottenwegs. |                                                |
| Robert-Schmohl-Platz | 60 × 30                | Robert Schmohl, 1855–1944, Architekt und Stadtverordneter              | 9. Aug. 1927        | Robert Schmohl war Prokurist der Friedrich Krupp AG und später als Betriebsdirektor der Bauabteilung von 1891 bis 1924 verantwortlich für den Bau der Siedlung Margarethenhöhe. Der nach ihm benannte Platz befindet sich zwischen der Steilen Straße und der Metzendorfstraße. | Robert-Schmohl-Platz                           |
| Schleifkottenweg     | 280                    | ehem. Schleifmühle                                                     | 10. Jan. 1929       | 1668 war auf der nördlichen Seite des Mühlenbaches, wohin dieser Weg führte, ein Rotger Schlypers angesiedelt, der eine Oly Mühle, eine Ölmühle, besaß. Eine Lagebezeichnung aus der Zeit lautet Schliefhütte. Daher, und aus dem Namen des Aufsitzers, wird geschlossen, dass sich hier früher eine Schleifmühle befand, nach der später der Schleifkottenweg benannt wurde. Er führt von der Sommerburgstraße nordwärts. |                                                |
| Schliepmühle         | 100                    | ehemalige Schleifmühle                                                 | 10. Jan. 1929       | Der Name der Straße Schliepmühle bezieht sich, wie der des Schleifkottenwegs, auf eine hier vermutete Schleifmühle aus dem 17. Jahrhundert. Die Straße bildet einen Bogen nördlich der Straße Im Stillen Winkel. |                                                |
| Schöngelegen         | 60                     | Schöngelegen, Kohlenflöz                                               | 9. Okt. 1914        | Das Grubenfeld und Flöz unter der Margarethenhöhe heißt Schöngelegen. Gleichzeitig soll der Name die Lage der Straße beschreiben, die Laubenweg und Sonnenblick verbindet. | Schöngelegen                                   |
| Sommerburgstraße     | 2200                   | Sommerburg, Flurname                                                   | 21. Apr. 1911       | Sommerburg ist ein Flurname, der 1668 eine Wiese in Größe von einem Morgen bezeichnet. Auch der Wald östlich der Margarethenhöhe wird bisweilen Sommerburgwald genannt. Hier fließt der Sommerburgbach und bildet den Sommerburgteich. Die Sommerburgstraße ist die Hauptstraße des Stadtteils und durchquert ihn in Nord-Süd-Richtung. In Holsterhausen wird sie als Holsterhauser Straße fortgesetzt, in Schuir als Theodor-Althoff-Straße. Auf ihr befinden sich die Stadtbahnhaltestellen Laubenweg (an der Kreuzung Laubenweg) und Margarethenhöhe (an der Kreuzung Lührmannstraße).                                                               |                                                |
| Sonnenblick          | 130                    | willkürliche Bezeichnung                                               | 9. Okt. 1914        | Beim Sonnenblick handelt es sich um einen erfundenen Namen, der schön klingen soll. Die Straße verbindet die Steile Straße mit der Metzendorfstraße. | Sonnenblick                                    |
| Spiekeroogweg        | 90                     | Spiekeroog, ostfriesische Insel                                        | 12. Nov. 1962       | Der Spiekeroogweg liegt auf der südlichen Margarethenhöhe, wo alle Straßen nach deutschen Nordseeinseln benannt sind. Er bildet eine Stichstraße zum Helgolandring, parallel zu Langeoogweg und Wangeroogeweg. |                                                |
| Spielkampshof        | 250 im Stadtteil       | Spielkampshof, altes Bauerngut                                         | 20. Feb. 1963       | Der Hof Spielkamp (ursprünglich Kreuzenbeck) existierte bereits 1648 und ging 1850 vom kinderlosen Heinrich Unterkreutzenbeck an seinen Nachbarn Spielkamp über. Die nach dem Hof benannte Straße Spielkampshof führt von der Sommerburgstraße westwärts auf Haarzopfer Gebiet. |                                                |
| Steile Straße        | 650                    | bergan führende Straße                                                 | 21. Apr. 1911       | Die Steile Straße führt von der Margarethenbrücke steil bergan zum Kleinen Markt, und von dort aus weiter bis zur Straße Lehnsgrund. An der Kreuzung Laubenweg befinden sich das Gustav-Adolf-Haus der evangelischen Kirchengemeinde und der evangelische Kindergarten. | Steile Straße                                  |
| Stensstraße          | 300                    | Hof Stens, altes Bauerngut                                             | 21. Apr. 1911       | Der in der Landmatrikel 1668 erwähnte und zum Hospital zum Heiligen Geist am späteren Essener Kopstadtplatz gehörende Hof Stens ist Namensgeber der verschlungenen Stensstraße zwischen Metzendorf- und Sommerburgstraße. Hier befindet sich das Peter-Reuschenbach-Haus, ein Wohnheim der Arbeiter-Wohlfahrt. | Stensstraße                                    |
| Stiller Weg          | 90                     | willkürliche Bezeichnung                                               | 27. Juni 1978       | Der Name Stiller Weg ist eine erfundene Bezeichnung, die schön klingen soll. Die Straße liegt zwischen Metzendorfstraße und Hohem Weg und hieß ursprünglich Grüner Weg. | Stiller Weg                                    |
| Tiefer Weg           | 80                     | tief gelegene Straße                                                   | 30. Mai 1913        | Der Tiefe Weg liegt im Vergleich zum Hohen Weg tief und trägt daher seinen Namen. Er führt von der Sommerburgstraße zur Steilen Straße. |                                                |
| Trautes Heim         | 70                     | willkürliche Bezeichnung                                               | 20. Nov. 1937       | Der Name Trautes Heim ist eine erfundene Bezeichnung, die schön klingen und das Heimatgefühl in der Siedlung Margarethenhöhe ausdrücken soll. Die Straße verbindet Stensstraße und Steile Straße. Bis 1937 hieß die Straße Rosenweg. | Trautes Heim                                   |
| Waldlehne            | 750                    | Bezug zum nahegelegenen Sommerbusch                                    | 9. Okt. 1914        | Die Waldlehne lehnt sich an den Sommerburgwald/Sommerbusch an und trägt daher ihren Namen. Sie führt am südlichen Rand der Margarethenhöhe am Wald entlang von der Sommerburg- bis zur Stensstraße. Hier liegt die Grundschule an der Waldlehne. | Waldlehne                                      |
| Wangeroogweg         | 100                    | Wangerooge, ostfriesische Insel                                        | 12. Nov. 1962       | Der Wangeroogeweg befindet sich auf der südlichen Margarethenhöhe, wo alle Straßen nach deutschen Nordseeinseln benannt sind. Er bildet eine Stichstraße zum Helgolandring, parallel zu Langeoogweg und Spiekeroogweg. |                                                |
| Winkelstraße         | 170                    | Straßenverlauf                                                         | 21. Apr. 1911       | Die Winkelstraße beginnt an der Sommerburgstraße und macht dann einen Knick, wird also im Winkel geführt, bevor sie auf die Steile Straße trifft. |                                                |
| Wortbergrode         | 450                    | Hof Wortberg, altes Bauerngut                                          | 30. Sep. 1935       | Der Hof Wortberg ist ein altes Bauerngut, das 1393 erstmals erwähnt wurde, als der Hof von den Kindern des Bernt Scharrenhulse an die Gebrüder Hemelstoter übertragen wurde. 1701 kaufte das Jesuitenkollegium den Hof. Die Aufsitzer der Hofes erhielten diesen jeweils als Lehen. Es handelte sich nicht durchgängig um die Familie, die den Hof bewirtschaftet. 1905 verkaufte Johann Silberkuhl gen. Wortberg den Hof an Margarethe Krupp, die ihn dann in die Margarethe-Krupp-Stiftung einbrachte. Die Straße Wortbergrode liegt auf den vom Hof Wortberg gerodeten Ackerflächen zwischen den Straßen Altenau und Lehnsgrund.                     |                                                |
| Zur Eibe             | 260                    | führt zu einer Eibe                                                    | 9. Aug. 1927        | Die Straße Zur Eibe führt von der Straße Im Stillen Winkel zum ehemaligen Hof Hülsmann, bei dem sich eine große Eibe befand. | Hülsmannhof an der Straße Zur Eibe             |

## Liste ehemaliger Straßennamen
Die Liste ehemaliger Straßennamen erhebt keinen Anspruch auf Vollständigkeit.
| Name            | von           | bis           | umbenannt in (aktuell) | Herleitung                   | Bemerkungen                                                                             |
| --------------- | ------------- | ------------- | ---------------------- | ---------------------------- | --------------------------------------------------------------------------------------- |
| Grüner Weg      | 30. Mai 1913  | 27. Juni 1978 | → Stiller Weg          | willkürliche Bezeichnung     |                                                                                         |
| Nicodemusstraße | 26. Jan. 1906 | 25. Mai 1906  | → Norbertstraße        |                              | Zuvor hieß die Straße Nikolausstraße.                                                   |
| Nikolausstraße  | 6. Sep. 1897  | 26. Jan. 1906 | → Norbertstraße        | Nikolaus, männlicher Vorname | Die Benennung nach einem Vornamen erfolgte durch den Rüttenscheider Beschluss von 1895. |
| Paulstraße      | 6. Sep. 1897  | 25. Mai 1906  | → Lührmannstraße       |                              | Nach 1906 hieß die Straße zunächst Reinhardstraße.                                      |
| Reinhardstraße  | 25. Mai 1906  | 7. Juni 1907  | → Lührmannstraße       |                              | Vor 1906 hieß die Straße Paulstraße.                                                    |
| Rosenweg        | 21. Apr. 1911 | 20. Nov. 1937 | → Trautes Heim         | Rosen, Blumengattung         |                                                                                         |